# ميغيل بات
ميغيل بات (بالإنجليزية: Miguel Pate)‏ مواليد 13 يونيو 1979، هو لاعب قفز طويل أمريكي. مثل بلاده في الأولمبياد.

## سجل المنافسة
| العام                 | المسابقة                                    | المكان                | المركز                | ملاحظة                |
| يمثل الولايات المتحدة | يمثل الولايات المتحدة                       | يمثل الولايات المتحدة | يمثل الولايات المتحدة | يمثل الولايات المتحدة |
| --------------------- | ------------------------------------------- | --------------------- | --------------------- | --------------------- |
| 2001                  | بطولة العالم لألعاب القوى 2001              | إدمونتون              | 4                     | 8.21 م                |
| 2001                  | الألعاب الجامعية الصيفية 2001               | بكين                  | 1                     | 8.07 م                |
| 2003                  | بطولة العالم لألعاب القوى داخل الصالات 2003 | برمنغهام (إنجلترا)    | 3                     | 8.21 م                |
| 2005                  | بطولة العالم لألعاب القوى 2005              | هلسنكي                | 16                    | 7.70 م                |
| 2007                  | بطولة العالم لألعاب القوى 2007              | أوساكا                | 10                    | 7.94 م                |
| 2008                  | الألعاب الأولمبية الصيفية 2008              | بكين                  | 38                    | 7.34 م                |
| 2009                  | بطولة العالم لألعاب القوى 2009              | برلين                 | 38                    | 7.61 م                |

## روابط خارجية
- ميغيل بات على موقع الاتحاد الدولي لألعاب القوى (الإنجليزية)
- ميغيل بات على موقع الاتحاد الأمريكي لسباقات المضمار والميدان (الإنجليزية)
- ميغيل بات على موقع اللجنة الأولمبية الدولية (الإنجليزية)
- ميغيل بات على موقع أوليمبيديا (الإنجليزية)
- ميغيل بات على موقع اللجنة الأولمبية والبارالمبية الأمريكية (الإنجليزية)